# سوشال دیستورشن
سوشال دیستورشن (به انگلیسی: Social Distortion) یک گروه پانک راک آمریکایی است که در سال ۱۹۷۸ در فولرتون، کالیفرنیا تشکیل شد. گروه در حال حاضر متشکل از مایک نس (خوانندهٔ اصلی، گیتار لید)، جانی ویکرشام (گیتار ریتم، همخوان)، برنت هاردینگ (بیس، همخوان)، دیوید هیدالگو جونیور (درام) و دیوید کالیش (کیبورد) است.
سوشال دیستورشن که از صحنهٔ هاردکور اورنج کانتی در اواخر دههٔ ۱۹۷۰، در کنار گروه‌های Agent Orange و Adolescents بیرون آمد، در اواسط دههٔ ۱۹۸۰ به دلیل اعتیاد نس به مواد مخدر و مشکلات قانونی که منجر به دوره‌های طولانی مدت بازپروری در مراکز توانبخشی شد، در اواسط دههٔ ۱۹۸۰ یک وقفهٔ موقت داشت. پس از اصلاحات، گروه سبک خود را به سبک کانتری، بلوز، هارد راک و سبک پانک متأثر از راک اند رول اولیه تغییر داد. از زمان آغاز به کار، ترکیب گروه با نس به عنوان تنها عضو ثابت گردش مالی قابل توجهی داشته است. اعضای قدیمی پیشین شامل دنیس دانل نوازندهٔ گیتار، جان مورر نوازندهٔ بیس و کریستوفر ریس و چارلی کوینتانا در درام هستند. بعد از ۴۷ سال اجرا، سوشال دیستورشن به تور و ضبط موسیقی ادامه می‌دهد.
تا به امروز، سوشال دیستورشن هفت آلبوم کامل استودیویی، دو آلبوم تلفیقی، یک آلبوم زنده و دو دی‌وی‌دی منتشر کرده است. آنها دو آلبوم منتشر کردند - هیولای کوچک مامان (۱۹۸۳) و محصور در زندان (۱۹۸۸) - قبل از امضای قرارداد سه آلبوم با اپیک رکوردز در سال ۱۹۸۹. سوشال دیستورشن با سومین آلبوم خود، سوشال دیستورشن در سال ۱۹۹۰ به شهرت رسید که تک‌آهنگ‌های معروف آنها «توپ و زنجیر»، «داستان زندگی من» و جلد آلبوم «حلقه آتش» جانی کش را تولید کرد و توسط انجمن صنعت ضبط موسیقی آمریکا گواهی طلا دریافت کرد. بسیاری از آلبوم‌های بعدی آنها، از جمله دومین ضبط طلایی آنها، جایی بین بهشت و جهنم (۱۹۹۲) نیز با استقبال خوبی مواجه شده است. سوشال دیستورشن که توسط استیون بلاش به عنوان «رولینگ استونز هاردکور» دوبله شده است، با بیش از سه میلیون آلبوم در سراسر جهان، یکی از پرفروش‌ترین و تأثیرگذارترین گروه‌های پانک راک محسوب می‌شود. جدیدترین آلبوم استودیویی گروه روزهای سخت و قافیه‌های کودکی (۲۰۱۱) است، و آنها بیش از یک دهه را صرف کار بر روی مطالب جدید برای هشتمین آلبوم استودیویی آیندهٔ خود کرده‌اند.

## نشان‌واره

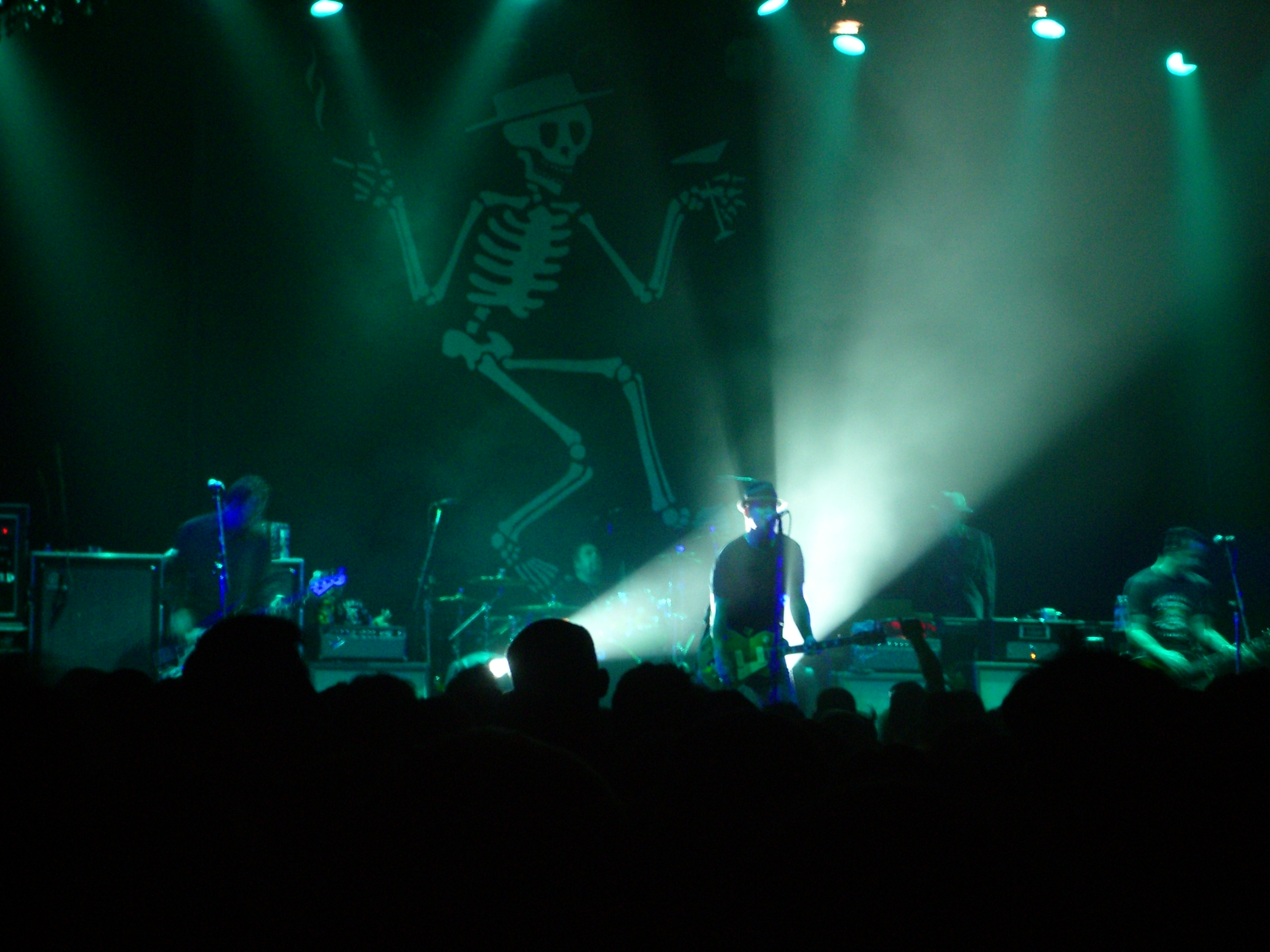
لوگوی اسکلت گروه روی یک بنر در حین اجرای زنده

این گروه به‌طور مداوم از یک اسکلت که یک سیگار و یک لیوان مارتینی را در دست دارد به عنوان لوگوی خود استفاده کرده است. این توسط مکی آزبورن، همسر باز آزبورن، خوانندهٔ گروه ملوینز، به عنوان بخشی از دعوت به یک مهمانی شب سال نو طراحی شده است. آن اغلب در اجراهای زنده و همچنین جلدهای آلبوم به نمایش در می‌آید. نس در مصاحبه‌ای با رولینگ استون در آوریل ۲۰۱۱ گفت: «در آن زمان، من آن را دیدم و احساس کردم، همین جاست. این زندگی و مرگ است، این یک جشن است. این فقط احساس قدرت می‌کرد.»

## سبک موسیقی، تأثیرات، و میراث
سوشال دیستورشن در درجهٔ اول به عنوان پانک راک، کاوپانک، هاردکور پانک، و ملودیک هاردکور توصیف شده است.
برخی از منتقدان این گروه را به‌عنوان روتس راک، پاپ پانک و آلترناتیو راک نامیده‌اند.
سبک موسیقی سوشال دیستورشن زمانی که گروه در اواخر دههٔ ۱۹۷۰ تشکیل شد، به‌طور قطعی به عنوان پانک هاردکور شروع شد. تصور می‌شود که آن‌ها یکی از گروه‌های پیشگام جنبش پانک راک کالیفرنیای جنوبی از اورنج کانتی، کالیفرنیا هستند، و سبک آنها ارتباط نزدیکی با گروه‌های Adolescents و Agent Orange و The Germs و دیگر گروه‌های آن مکان و زمان دارد. در اواسط دههٔ ۸۰ تغییر قابل توجهی در سبک موسیقی آنها ایجاد شد، بیشتر از موسیقی کانتری و راک اند رول استفاده شد. مایک نس در تفسیر دی وی دی از فیلم حالت ذهنی دیگر اعتراف می‌کند که حتی ممکن است در آلبوم محصور در زندان خیلی تلاش کرده باشد. آنها در نهایت جایگاه خود را پیدا کردند و اکثر آلبوم‌های آنها از اواسط دههٔ ۸۰ تا اوایل دههٔ ۹۰ دارای صدای پانک ملودیک بود که به‌طور مشخص، و به‌طور متمایز، متعلق به خودشان است.
موسیقی سوشال دیستورشن متأثر از گروه‌ها و هنرمندانی مانند جانی کش، هنک ویلیامز، باب دیلن، ادی کوکران، رولینگ استونز، سکس پیستولز، کلش، نیویورک دالز، دد بویز و رامونز است. سوشال دیستورشن بر گروه‌هایی مانند اونجد سون‌فولد، پنی‌وایز، بلک ویل برایدز، فیس تو فیس، پرل جم، رانسید، آف‌اسپرینگ، ولبت و رایز اگنست تأثیر گذاشته است. گروه شروع به نواختن با دیگر گروه‌های شهرستان اورنج، کالیفرنیا، گروه‌هایی مانند The Adolescents و China White و Shattered Faith و T.S.O.L.‎ کرد. موسیقی سریع، خشمگین و پرانرژی بود.
تمامی آهنگ‌های سوشال دیستورشن توسط مایک نس نوشته و خوانده شده است. در بیشتر اشعار او یک موضوع مشترک در مورد «تکانشگری، پیامدهای آن و مبارزه سخت برای غلبه» وجود دارد.

## اعضا

### اعضای کنونی
| تصویر | نام                  | سال‌های فعالیت | سازها                  | انتشار مشارکت‌ها                                                     |
| ----- | -------------------- | ------------- | ---------------------- | ------------------------------------------------------------------- |
|       | مایک نس              | ۱۹۷۸–اکنون    | خوانندهٔ اصلی گیتار لید | همهٔ انتشارات سوشال دیستورشن                                         |
|       | جانی «بگز ۲» ویکرشام | ۲۰۰۰–اکنون    | گیتار ریتم همخوان      | همهٔ انتشارات سوشال دیستورشن از سکس، عشق و راک اند رول (۲۰۰۴) به بعد |
|       | برنت هاردینگ         | ۲۰۰۵–اکنون    | گیتار بیس همخوان       | همهٔ انتشارات سوشال دیستورشن از «دور از پشت» (۲۰۰۷) به بعد           |
|       | دیوید هیدالگو جونیور | ۲۰۱۰–اکنون    | درام سازهای کوبه‌ای     | « بالا در اطراف خم » (۲۰۱۳) ملودی‌های مسلسل (۲۰۱۷)                   |

### اعضای پیشین
| تصویر | نام                                     | سال‌های فعالیت                  | سازها                                  | انتشار مشارکت‌ها                                                                     |
| ----- | --------------------------------------- | ------------------------------ | -------------------------------------- | ----------------------------------------------------------------------------------- |
|       | کیسی رویر                               | ۱۹۷۹–۱۹۷۸                      | درام همخوان                            | هیچ‌کدام                                                                             |
|       | تام کوروین                              | ۱۹۷۹–۱۹۷۸                      | خواننده                                | هیچ‌کدام                                                                             |
|       | مارک گرت                                | ۱۹۷۸ (درگذشت؛ سال مرگ نامعلوم) | بیس همخوان                             | هیچ‌کدام                                                                             |
|       | ریک اگنیو                               | ۱۹۷۹–۱۹۷۸                      | بیس همخوان                             | هیچ‌کدام                                                                             |
|       | دنیس دانل                               | ۲۰۰۰–۱۹۷۹ (تا زمان درگذشت او)  | گیتار ریتم (۲۰۰۰–۱۹۸۱) بیس (۱۹۸۱–۱۹۷۹) | همهٔ انتشارات سوشال دیستورشن از (۱۹۸۱) تا (۱۹۹۸)                                     |
|       | جان «کاروت» استیونسون                   | ۱۹۸۱–۱۹۷۹                      | درام                                   | «مین‌لاینر/پلی‌پن» (۱۹۸۱) «۱۹۴۵» (۱۹۸۲) مین‌لاینر: خرابه‌ای از گذشته (۱۹۹۵)             |
|       | برنت لیلز                               | ۱۹۸۳–۱۹۸۱ (درگذشت ۲۰۰۷)        | بیس                                    | هیولای کوچک مامان (۱۹۸۳) مین‌لاینر: خرابه‌ای از گذشته (۱۹۹۵)                          |
|       | درک اوبراین                             | ۱۹۸۳–۱۹۸۱                      | درام همخوان                            | هیولای کوچک مامان (۱۹۸۳) مین‌لاینر: خرابه‌ای از گذشته (۱۹۹۵)                          |
|       | جان مورر                                | ۲۰۰۴–۱۹۸۴                      | بیس همخوان                             | همهٔ انتشارات سوشال دیستورشن از محصور در زندان (۱۹۸۸) تا زنده در اورنج کانتی (۲۰۰۴)  |
|       | باب استابز                              | ۱۹۸۴                           | درام                                   | هیچ‌کدام                                                                             |
|       | کریستوفر ریس                            | ۱۹۹۴–۱۹۸۴                      | درام                                   | محصور در زندان (۱۹۸۸) سوشال دیستورشن (۱۹۹۰) جایی بین بهشت و جهنم (۱۹۹۲)             |
|       | رندی کار                                | ۱۹۹۵–۱۹۹۴ (درگذشت ۲۰۰۲)        | درام                                   | هیچ‌کدام                                                                             |
|       | چاک بیسکویتز (نام اصلی چارلز مونتگومری) | ۲۰۰۰–۱۹۹۶                      | درام                                   | زنده در روکسی (۱۹۹۸)                                                                |
|       | چارلی «چالو» کوئینتانا                  | ۲۰۰۹–۲۰۰۰ (درگذشت ۲۰۱۸)        | درام                                   | همهٔ انتشارات سوشال دیستورشن از سکس، عشق و راک اند رول (۲۰۰۴) تا «دور از پشت» (۲۰۰۷) |
|       | مت فریمن                                | ۲۰۰۵–۲۰۰۴                      | بیس همخوان                             | هیچ‌کدام                                                                             |
|       | آدام «اتم» ویلارد                       | ۲۰۱۰–۲۰۰۹                      | درام                                   | هیچ‌کدام                                                                             |

### اعضای تور
| تصویر | نام         | سال‌های فعالیت | سازها            | جزئیات                                                                                     |
| ----- | ----------- | ------------- | ---------------- | ------------------------------------------------------------------------------------------ |
|       | ران امری    | ۲۰۰۶          | گیتار لید        | وقتی که در اوایل سال ۲۰۰۶ مچ دست نس شکست، امری کار گیتار لید نس را بر عهده گرفت.           |
|       | اسکات ریدر  | ۲۰۱۰          | درام             | ریدر برای یک تور آمریکای جنوبی پس از خروج اتم ویلارد در مارس ۲۰۱۰ شرکت کرد.                |
|       | دیوید کالیش | ۲۰۱۱–اکنون    | کیبورد ارگ هموند | کالیش از سال ۲۰۱۱ با سوشال دیستورشن تور برگزار کرده و کیبورد و ارگ هموند را اجرا کرده است. |

## ترانه‌شناسی
- هیولای کوچک مامان (۱۹۸۳) Mommy's Little Monster
- محصور در زندان (۱۹۸۸) Prison Bound
- سوشال دیستورشن (۱۹۹۰) Social Distortion
- جایی بین بهشت و جهنم (۱۹۹۲) Somewhere Between Heaven and Hell
- نور سفید، گرمای سفید، زباله سفید (۱۹۹۶) White Light, White Heat, White Trash
- سکس، عشق و راک اند رول (۲۰۰۴) Sex, Love and Rock 'n' Roll
- روزهای سخت و قافیه‌های کودکی (۲۰۱۱) Hard Times and Nursery Rhymes